# ヴィリアム・シュロイフ
ヴィリアム・シュロイフ（Viliam Schrojf、1931年8月2日 - 2007年9月1日）は、スロバキアの元サッカー選手、サッカー指導者。ポジションはGK。

## 経歴
シュロイフはチェコスロバキア代表として、1954年のFIFAワールドカップ・スイス大会、1958年のFIFAワールドカップ・スウェーデン大会、1962年のFIFAワールドカップ・チリ大会に3大会に連続出場した。1962年のチリ大会では、1次リーグのスペイン戦、準々決勝のハンガリー戦、準決勝のユーゴスラビア戦で好セーブを連発し、同国の決勝進出に貢献した。決勝戦ではブラジルに1-3で敗れ準優勝に終わったが、大会を通じて安定したプレーを見せ、ベストイレブンに輝いた。
また1960年の欧州ネイションズカップにも出場し3位入賞に貢献した。シュロイフは1953年から1965年の間に国際Aマッチ39試合に出場した。
クラブレベルでは選手経歴の大半をスロヴァン・ブラチスラヴァで過ごし、1966年にロコモティーヴァ・コシツェで現役を引退した。
2007年9月1日、スロバキアのブラチスラヴァで死去、76歳没。